# ナウエル・テタス・チャパロ
フランシスコ・ナウエル・テタス・チャパロ（Francisco Nahuel Tetaz Chaparro、1989年6月11日 - ）は、ユナイテッド・ラグビー・チャンピオンシップ、ベネットン・ラグビーに所属するラグビーユニオン選手。

## プロフィール
- アルゼンチン、ゼネラル・マダリアーガ出身。
- ポジションはプロップ(PR)。
- 身長 187cm、体重 118kg
- U20アルゼンチン代表に選ばれたことがある[1]
- アルゼンチン代表キャップは62（2021年1月現在）でワールドカップ2015・2019のアルゼンチン代表に選ばれた[2]

## 略歴
パンパスXV、スタッド・フランセ、ドラゴンズ、リヨンOUを経て、2016年、ハグアレスに加入。 
2020年、ブリストル・ベアーズに加入。 
翌2021年、ベネットンに加入。 